# USS Mission Bay
L'USS Mission Bay (AVG/ACV/CVE/CVU-59) est un porte-avions d'escorte de classe Casablanca en service dans l'US Navy durant la Seconde Guerre mondiale.
Commandé en juillet 1942, sa quille est posée en vertu du contrat de la United States Maritime Commission le 28 décembre 1942 au chantier naval Kaiser Shipyards de Vancouver, dans l'État de Washington. Il est lancé le 26 mai 1943, parrainé par Mme James McDonald ; et mis en service à Astoria (Oregon) le 13 septembre 1943 sous les ordres du capitaine William L. Rees.

## Historique

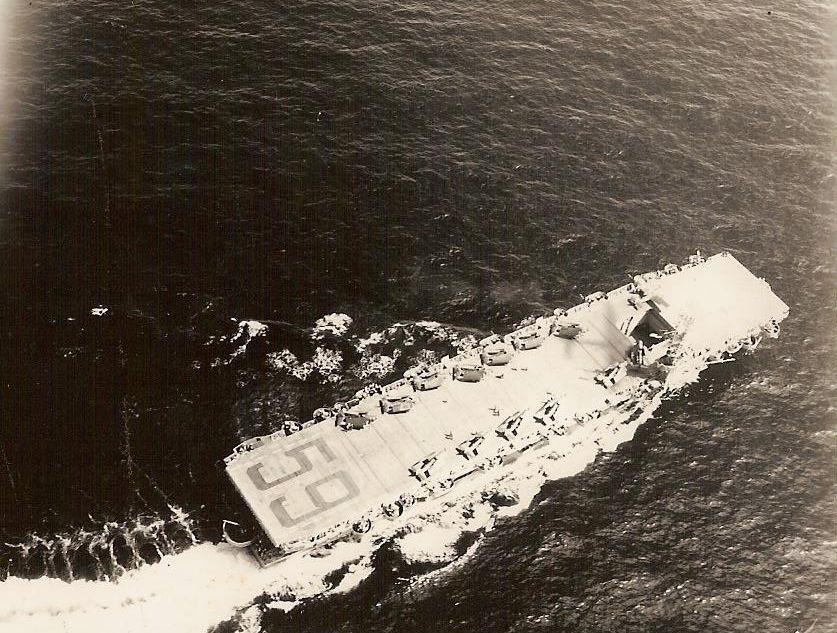
L'USS Mission Bay dans la mer des Caraïbes (novembre 1943).

Peu après sa mise en condition opérationnelle au large de la Californie, le Mission Bay quitte San Diego le 15 novembre pour se rendre sur la côte Est via le canal de Panama, atteignant Portsmouth le 5 décembre. Il rejoint alors la flotte de l’Atlantique où il opère avec les convois en effectuant des patrouilles de lutte anti-sous-marine.
Pour son premier voyage en Europe, le porte-avions rejoint le Maroc en janvier 1944. Il navigue ensuite vers l'Inde avant de rejoindre de nouveau l'Afrique du Nord. Lors de son voyage de retour d'Afrique, le navire est impliqué dans une collision avec une drague. Réparé à Portsmouth, le Mission Bay rejoint l'Atlantique Sud pour des exercices ASM à la fin de 1944. En février 1945, il sert d'escorte pour le croiseur lourd Quincy, transportant le président Roosevelt et pour la conférence de Yalta.
À compter de cette période, le Mission Bay effectue plusieurs missions ASM au large de la côte Est, tout en servant de navire d'entrainement pour la formation de pilotes. En mars 1945, il prend part à l'opération Teardrop, une mission pour couler des sous-marins allemands que l'on croyait se rapprocher de la côte américaine. Après la fin de la guerre, le navire est affecté à la 16e flotte de Norfolk où il est placé en réserve. Poursuivant sa « carrière de réserve » dans la flotte de l'Atlantique jusqu'en 1949, il est renommé CVU-49 en juin 1955, rayé des listes le 1er septembre 1958 et vendu à Hugo Neu Corp de New York le 30 avril 1959, où il est démoli.